# Jane Lee
Jane Lee est une actrice écossaise née le 15 février 1912 à Glasgow au Royaume-Uni, morte le 17 mars 1957 à New York (États-Unis).

## Filmographie
- 1914 : The Old Rag Doll
- 1914 : His Prior Claim
- 1915 : The Studio of Life
- 1915 : The Clemenceau Case d'Herbert Brenon : Janet
- 1915 : Tony : Rosa
- 1915 : A Life in the Balance (it) : Baby Webb
- 1915 : La Fille du diable (The Devil's Daughter) : Little Beata
- 1915 : Silver Threads Among the Gold
- 1915 : Copper
- 1915 : The Only Child : Baby
- 1915 : The Soul of Broadway : Her daughter
- 1915 : The Galley Slave : Dolores
- 1915 : The Magic Toy Maker
- 1916 : A Wife's Sacrifice : Marie Magnetti
- 1916 : Daredevil Kate : Irene's Child
- 1916 : The Unwelcome Mother : Hudson's Child
- 1916 : Her Double Life : Naughty girl
- 1916 : La Clef des champs (The Ragged Princess) : Little Jane
- 1916 : La Fille des dieux (A Daughter of the Gods) : Little Prince Omar
- 1916 : Romeo and Juliet
- 1916 : Love and Hate : Willie Sterling
- 1917 : Love Aflame : Willie Sterling
- 1917 : A Child of the Wild : Jane
- 1917 : Sister Against Sister : Alice Reynolds
- 1917 : Tangled Lives
- 1917 : The Small Town Girl : Jane
- 1917 : La Ruse et l'Amour (Patsy) de John G. Adolfi  : Janie
- 1917 : Two Little Imps : Jane
- 1917 : Jack et le Haricot magique (Jack and the Beanstalk)
- 1917 : Trouble Makers : Jane
- 1918 : American Buds : Jane
- 1918 : We Should Worry : Jane
- 1918 : Doing Their Bit : Janie O'Dowd
- 1918 : Swat the Spy d'Arvid E. Gillstrom : Jane Sheldon
- 1918 : Tell It to the Marines d'Arvid E. Gillstrom : Jane Williams
- 1919 : Smiles d'Arvid E. Gillstrom : Jane
- 1920 : The Circus
- 1922 : A Pair of Aces
- 1949 : Les Ruelles du malheur (Knock on Any Door) de Nicholas Ray  : Woman
- 1950 : Treize à la douzaine (Cheaper by the Dozen) : Teacher
- 1951 : Deux Nigauds chez les barbus (Comin' Round the Mountain) de Charles Lamont